# ゼノサーガシリーズ
ゼノサーガシリーズ （Xenosaga）は、モノリスソフトが開発し、バンダイナムコゲームス（旧ナムコ）のナムコレーベルが発売したRPGシリーズ。

## 概要
本シリーズを開発したモノリスソフトは、1998年にスクウェア（現：スクウェア・エニックス）から発売されたPlayStation用RPG『ゼノギアス』の開発者である高橋哲哉らによって設立された会社である。本シリーズも『ゼノギアス』とも関連を持つSF作品であるが、『ゼノサーガ』は『ゼノギアス』の構想を発展・拡張したものがベースになっているため、同一の世界観上に連なる物語ではない。あえて初期の構想に当てはめるなら、設定上存在するエピソードIからVIまでの中で『ゼノギアス』の本編であるエピソードVから、劇中時間で約1万年前の、公開されている設定上もっとも古いエピソードIの時代（星間戦争時代）のストーリーに相当し、『ゼノギアス』とは大きく異なった世界観で展開されるスペースオペラとなっている。なお、『ゼノギアス』公式設定資料集のエピソードI時代の年表と『ゼノサーガ』の年表では、数年のずれがある。
『ゼノギアス』同様、ドイツの哲学者フリードリヒ・ニーチェ、カール・グスタフ・ユング、ジークムント・フロイトやグノーシス主義など、哲学や心理学、宗教的な思想などが背景にあり、それらが支える複雑なSF的要素を含んだ知的なストーリーとなっている。「力への意志」「善悪の彼岸」「ツァラトゥストラはかく語りき」と、各エピソードのサブタイトルもニーチェの著書から取られている。
2005年にはテレビアニメ化されており、東映アニメーションによる製作の『Xenosaga THE ANIMATION』が、同年1月5日から3月23日までテレビ朝日（関東ローカル）で放送された。ストーリーに若干の違いはあるが、『ゼノサーガ エピソードI［力への意志］』とほぼ同一の内容となっている。主要なキャストはゲーム版と同一だが、一部は変更されている。
後年、原作者の高橋哲哉は本シリーズが「あまりいい評価をいただけなかった」と語っている。エピソードIの段階ではモノリスソフトの組織作りと並行しての開発であり、休みなしの不夜城状態で予算も人材も足りず、開発期間2年の1年半をムービーに費やし、残り半年でゲーム部分を作るような状態であった。これらの反動でエピソードIIでは逆に「限られた予算と時間でできることをする」という方向に流れて開発を行ったが、そのエピソードIIはユーザーからの評価が芳しくなかった。その後は再び方向転換を図ったが、既にエピソードIIIの開発が進行している最中であった事と、社内でも「Ep2は予算内に収まったんだし，いいじゃないか」「確かにそうかもしれないけど，それでお客さんは喜んだのか」という形で意見が割れ、最終的には大きく舵を切り直したが、最後まで直し切ることはできなかった。この紆余曲折の悔しさから社内では「次こそお客さんに喜んでもらえるものをつくらねば」という共通認識を持つようになり、後の『ゼノブレイド』では開発の空気もそれまでとは大きく違ったものになったと言う。

## 作品リスト
- ゼノサーガ エピソードI［力への意志］ （2002年2月28日、PS2）
- ゼノサーガ エピソードI リローディッド 力への意志 （2003年11月20日、PS2）
- ゼノサーガ フリークス （2004年4月28日、PS2）
- ゼノサーガ エピソードII［善悪の彼岸］ （2004年6月24日、PS2）
- ゼノサーガ パイド パイパー （2004年7月14日、Vアプリ、iアプリ）
- ゼノサーガI・II （2006年3月30日、DS）
- ゼノサーガ エピソードIII［ツァラトゥストラはかく語りき］ （2006年7月6日、PS2）
- ゼノサーガ エピソードII to III a missing year 〜U.M.N.に封印されし真実の断片〜 （web限定Flash動画および、公式攻略本掲載ノベライズ）

## 製作スタッフ
- 高橋哲哉
- 嵯峨空哉
- 田中久仁彦
- 麦谷興一 (CHOCO)
- 光田康典
- 梶浦由記
- 石垣純哉

## 世界観
ゾハルが発見されてから40世紀後の超未来。人類は宇宙を第二の故郷とし、あらゆるテクノロジーを駆使して繁栄していた。
惑星改造やワープ航法、全宇宙を繋ぐネットワークであるU.M.N.、ネットワークにアクセスすることで使用できるETHER（エーテル）、人型端末兵器A.G.W.S.（エイグス）、最も人間に近いアンドロイドであるレアリエンなどがその代表である。
U.M.N.、ETHERおよび関連の「事象変異機関ゾハル」などは、ユングの唱えた「ウーヌス・ムンドゥス」という、当時科学を補完せんとした学説を骨格にしたシステムである。

### 登場勢力
星団連邦政府
約50万の惑星により構成されて、連邦制を敷いている。現在の主星はフィフス・エルサレム。接触小委員会はこの中の一機関である。
グノーシス
虚数空間に存在しており実数領域では物理的な接触ができない謎の存在。グノーシスに触れられた人間は自らもグノーシス化するか、または塩の柱になって砕け散る。ヒルベルトエフェクトによって実数領域に固着させれば、接触や攻撃が可能になる。ギリシャ語で「認識」を意味する。
ヴェクター・インダストリー
自動軌道コロニー「曙光」を拠点とする巨大星間コングロマリット。総帥はヴィルヘルムが務める。女性型アンドロイドKOS-MOSの開発元である。ヴィルヘルムは謎の外套の集団、テスタメントを率いる。
テスタメント
赤い外套者
テスタメントにおけるリーダー的存在。赤いE.S.ユダを駆る。
青い外套者
外套者の中では赤の外套者の次に外套者となった。砲撃戦型の青いE.S.ナフタリを駆る。
黒い外套者
劇中の台詞などからおよそ100年前から活動している最も古い外套者。防御に特化した黒いE.S.ダンを駆る。
白い外套者
ヴィルヘルムから「永遠の連環（ツァラトゥストラ）を紡ぐ者」と呼称される、最も新しいテスタメント。E.S.化したシメオンを駆る。

U-TIC機関
元々は星団連邦の研究施設であったが、ミルチア紛争以降武装組織化している。現在はオルムスの実戦部隊として機能している。
クーカイ・ファウンデーション
ミルチア紛争後に設立された財団法人。ライフリサイクル法の被害者の保護やゾハルエミュレーターの確保、保管の役割を担っている。また、民営化した部門が大当たりし、娯楽観光産業において第一位の市場規模を誇る。
オルムス
その設立は紀元前にまで遡る組織。別名、移民船団。宗教色が強く、U-TIC機関の上位組織である。枢機卿ハインラインによって操られる。
ユーリエフ・インスティテュート
ディミトリ・ユーリエフ博士を責任者としたU.R.T.V.開発組織。ハイアムズ重工業とつながりが深い。
ナノマシン
ナノとはラテン語で「小人」の意。体組織の回復から惑星の改造まで、用途別に多くのナノマシンが存在し、その組成構造もタンパク質で構成されているものから純粋な機械仕掛けのものまで様々な物が存在している。ナノマシンによる治療のことはナノ治療と呼ばれている。M.O.M.O.はナノマシンの細胞回復機能を使ってアンドリューの怪我を治そうとしていた。
ハイアムズ重工業
ヴェクター・インダストリーと並ぶ巨大企業。オルムスの枢機卿ハインラインが社主を勤めており、オルムスやU-TIC機関が使用する兵器類を製造している。
スキエンティア
反U.M.N.運動を行っているレジスタンスだが、世間からはテロリスト集団と見なされている組織。ドクトゥスや、ヴェクターを退社した後のシオンが所属しており、U.M.N.の正体を探っている。

### 登場人物
- シオン・ウヅキ - ヴェクター・インダストリー第一開発局、KOS-MOS開発計画統合オペレーションシステム開発室主任。
- KOS-MOS - ヴェクターによって開発された女性型戦闘用アンドロイド。
- ケイオス - 特殊な能力を持つ謎の少年。
- ジギー - 接触小委員会所属の戦闘用サイボーグ。
- M.O.M.O. - 百式汎観測レアリエンのプロトタイプ。ミズラヒ夫妻の亡き娘、サクラの姿を模して造られた。
- ジン・ウヅキ - シオンの兄。元星団連邦特殊作戦軍情報部大尉。
- Jr. - ガイナン・クーカイ・Jr.（ジュニア）。正式名称は「U.R.T.V.個体No.666レッドドラゴン」、本名はルベド。

### 主要な敵キャラクター
()内の数字は登場作品

ゲーム中で戦うことになる登場人物はこの項に別途にまとめてある。オルグイア、T-elosを除きいずれもバイオ系。
マーグリス(I、II、I・II)
U-TIC機関司令兼オルムス異端審問官。冷徹な剣の達人。
アルベド･ピアソラ(I、II、I・II)
白髪を持つU.R.T.V.変異体。ある出来事が原因でウ･ドゥに汚染されている。
オルグイア(II)
教皇直属の戦闘用サイボーグ。戦闘時には攻撃的な人格が覚醒する。
教皇(II)
本名セルギウス17世。オルムスの最高権力者。
ジンケイ(I・II)
DS版でストーリーが進むたびに陣形を教えてくれる老人。PS2版では登場しない。
T-elos(III)
謎の科学者ロート･マンテルが開発したKOS-MOSに変わる新型の人形掃討兵器。完全な機械体ではなく、ある人物の肉体を素体としている。
マイ･メイガス(III)

ヴォイジャー(III)
本名はエーリッヒ･ウェーバー。ジギーと浅からぬ因縁のある黒のテスタメント。
ペレグリー(III)
オルムス異端審問官でマーグリスの片腕。穏健派の節があるようだが、組織のためには非情な手段を厭わない。
ルイス･バージル(III)
ヴォークリンデで戦死した元星団連邦軍海兵隊中尉。
シトリン(III)
U.R.T.V.変異体の一人。ガイナンと同様にある役割が与えられており、身体機能はガイナンと同レベルである。
ディミトリ･ユーリエフ(III)
U.R.T.V.の遺伝子を提供した人物で、彼らにとっては父親的存在とも言える人物。
シオン･ウヅキ(III)
ゼノサーガシリーズの主人公。
ケビン･ウィニコット(III)
KOS-MOS開発計画統合オペレーションの中核。シオンの元上司であり恋人であった人物。KOSMOSアーキタイプ暴走によって死亡した。その後に赤のテスタメントとして復活した。

## Xenosaga THE ANIMATION
Xenosaga THE ANIMATION（ゼノサーガ ジ・アニメーション）は2005年1月5日 - 3月23日の期間にテレビ朝日で放送されたテレビアニメ。
ストーリーはエピソードIのゲーム版に独自の演出を加えてうまく要約している。シリーズ構成・脚本を担当した竹田裕一郎は、後に『ゼノサーガI・II』で抜擢された。
なお作中でクーカイ・ファウンデーションの酒場で落ち込んだアレンが元気付く理由が謎のポーズを取る人ではなく、ドラマCD同様スコットクンとなっており、ドラマCDの展開も踏襲されている。

### キャスト
- シオン・ウヅキ（声：前田愛）
- KOS-MOS（声：鈴木麻里子）
- ジギー（声：江原正士）
- モモ（声：宍戸留美）
- ケイオス（声：保志総一朗）
- Jr.（声：川崎恵理子）
- アレン・リッジリー（声：平田広明）
- アルベド・ピアソラ（声：山寺宏一）
- シェリィ・ゴトウィン（声：山崎和佳奈）
- メリィ・ゴドウィン（声：白石涼子）
- キルシュヴァッサー（声：広橋涼）
- ルイス・バージル（声：森田成一）
- マシューズ（声：乃村健次）
- トニー（声：三浦祥朗）
- ハマー（声：高戸靖広）
- 百式観測器A（声：鎌田梢）
- 百式観測器B（声：吉倉万里）

### スタッフ
- 監修 - 山内重保
- チーフディレクター - 古賀豪
- シリーズ構成・脚本・スーパーバイザー - 竹田裕一郎
- キャラクターデザイン - 結城信輝
- 総作画監督 - 佐藤雅将
- メカニックデザイン - 大河広行
- CGディレクター - 宮原直樹
- 美術デザイン - 須和田真
- 色彩設計 - 辻田邦夫
- 音楽 - 山下康介（サントラ発売元：コロムビアミュージックエンタテインメント）
- 協力 - 東映エージエンシー
- 制作 - テレビ朝日
- 製作 - ゼノサーガ製作委員会（東映アニメーション、ハピネット・ピクチャーズ、ナムコ）

### 主題歌
エンディングテーマ「in this serenity」
作詞 - Roland Lennox / 作曲・編曲 - 山下康介 / 歌 - 五條真由美

### 各話リスト
| 話数 | サブタイトル   | （絵コンテ） 演出     | 作画監督                       | 美術監督   |
| ---- | -------------- | --------------------- | ------------------------------ | ---------- |
| 1    | 覚醒           | 古賀豪                | 加野晃                         | 須和田真   |
| 2    | 轟沈           | 竹下健一              | 岡村正弘 Baek Nam Yeul（メカ） | 宮前光春   |
| 3    | 邂逅           | 又野弘道              | 井上善勝                       | 飯島由樹子 |
| 4    | 死地           | （大塚健） 加藤顕     | 八木元喜 桝田柊聖（メカ）      | 宮前光春   |
| 5    | 異形           | （石平信司） 信田祐   | 石本英治                       | 飯島由樹子 |
| 6    | 投錨           | （神崎ユウジ） 泉明宏 | 福島豊明                       | 小谷隆之   |
| 7    | エンセフェロン | （入好さとる） 康村諒 | 須田正己 Baek Nam Yeul（メカ） | 飯島由樹子 |
| 8    | 記憶           | 又野弘道              | 井上善勝                       | 倉田憲一   |
| 9    | 歌声           | （吉澤孝男） 竹下健一 | 八木元喜 江原康之（メカ）      | 飯島由樹子 |
| 10   | 兵器           | 信田祐                | 箕輪悟                         | 小谷隆之   |
| 11   | 妄執           | 康村諒                | 山田勝 金子匡邦                | 飯島由樹子 |
| 12   | KOS-MOS        | 古賀豪                | 佐藤雅将                       | 須和田真   |

| テレビ朝日 水曜26:42 - 27:12枠 | テレビ朝日 水曜26:42 - 27:12枠 | テレビ朝日 水曜26:42 - 27:12枠 |
| 前番組                         | 番組名                         | 次番組                         |
| ------------------------------ | ------------------------------ | ------------------------------ |
| リングにかけろ1                | Xenosaga THE ANIMATION         | LOVELESS ※26:40 - 27:10        |